# ГЕС Тоцугава II
ГЕС Тоцугава II (яп. 十津川第二発電所) — гідроелектростанція в Японії на острові Хонсю. Розташовуючись після ГЕС Тоцугава I, становить нижній ступінь каскаду на річці Кумано, яка впадає до Тихого океану за два десятки кілометрів від південної околиці міста Кумано.

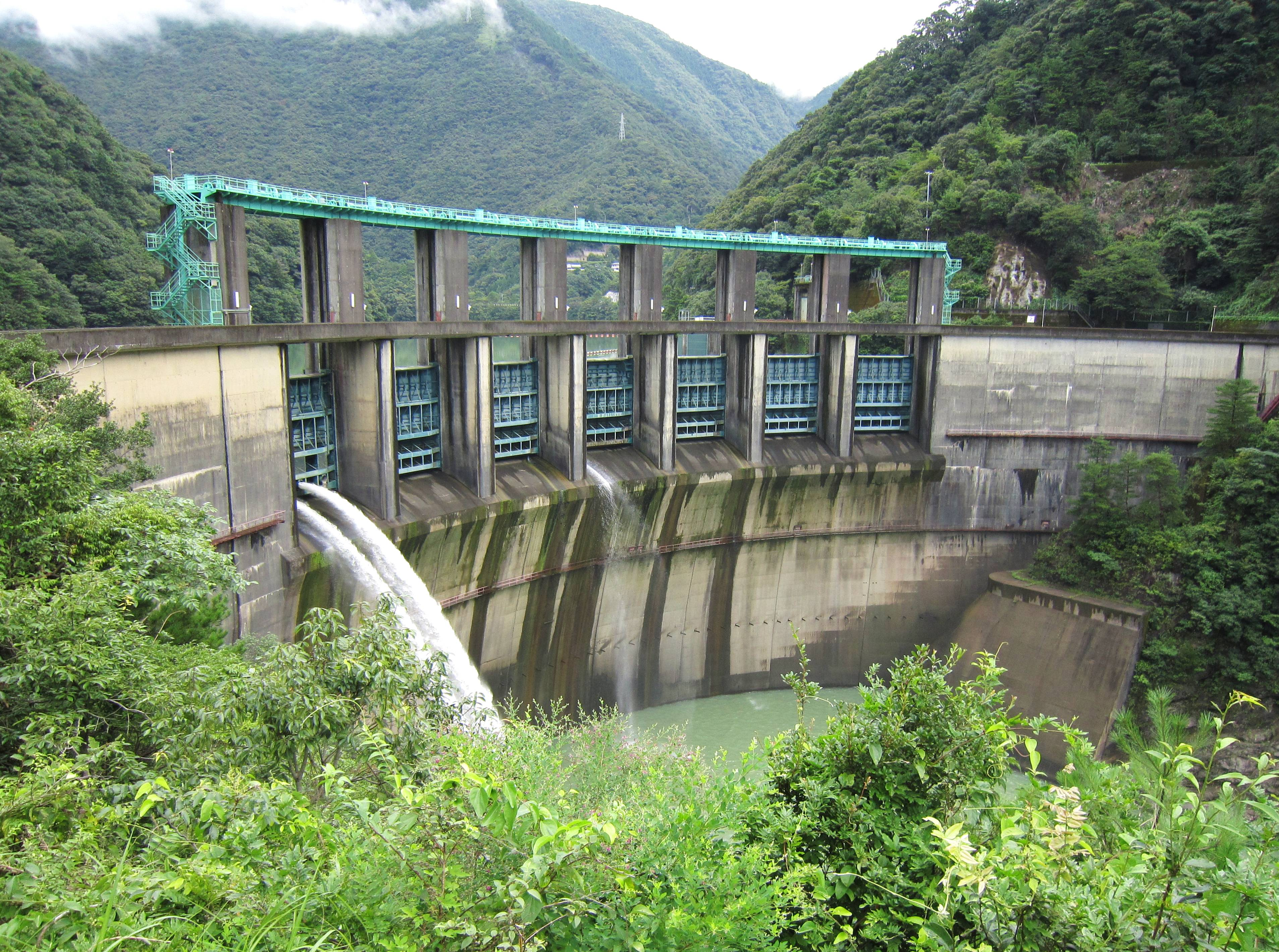
Гребля Футатсуно

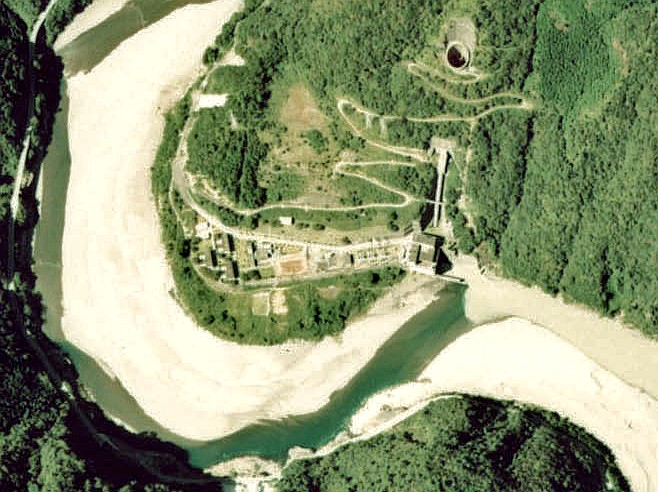
Вид зверху на район машинного залу. Видно вихід вирівнювального резервуара

В межах проекту річку перекрили бетонною арковою греблею Футатсуно висотою 76 метрів та довжиною 211 метрів, яка потребувала 120 тис. м3 матеріалу. Вона утворила водосховище з площею поверхні 2,3 км2 і об'ємом 43,8 млн м3 (корисний об'єм 11 млн м3), в якому припустиме коливання рівня між позначками 127,5 та 132,5 метра НРМ.
Зі сховища через лівобережний масив прокладено дериваційний тунель довжиною 8 км та діаметром 5,8 метра, котрий переходить у напірний водовід довжиною 0,19 км зі спадаючим діаметром від 5,8 до 3,7 метра. В системі також працює вирівнювальний резервуар висотою 56 метрів з діаметром до 22 метрів.
Основне обладнання станції становить одна турбіна типу Френсіс потужністю 61,5 МВт (номінальна потужність станції рахується як 58 МВт), котра використовує напір у 90 метрів.
Видача продукції відбувається по ЛЕП, розрахованій на роботу під напругою 154 кВ.